# Chitoniscus feejeeanus
Chitoniscus feejeeanus är en insektsart som först beskrevs av John Obadiah Westwood 1864.  Chitoniscus feejeeanus ingår i släktet Chitoniscus och familjen Phylliidae. Inga underarter finns listade i Catalogue of Life.